# Jimmy Akin
Jimmy Howard Jr. Akin (Texas, 24 de agosto de 1965) es un apologista católico que trabaja en Catholic Answers. Ha publicado varios libros sobre apologética católica, evangelización, liturgia y sobre temas controvertidos. También contribuye con la revista This Rock y ha aparecido en radio y televisión defendiendo y explicando la fe católica.

## Fondo
Jimmy Akin nació en Texas y empezó siendo protestante. A los 20 años, experimentó una conversión a Cristo y planeó convertirse en pastor protestante o seminarista. En esa época, Jimmy se afilió a la Iglesia Presbiteriana de América y estuvo «bajo el cuidado de las sesiones» hasta convertirse en un pastor protestante. Como explica Akin en Sorprendido por la Verdad (Patrick Madrid, ed., Basilica Press, 1994), reimpreso como "Un Triunfo y una Tragedia" en Esta Roca (abril de 1995), su actitud empezó a cambiar cuando leyó un artículo escrito por un converso al catolicismo, un converso que solía asistir a la misma iglesia protestante donde trabajaba Akin.

«Había un pasaje en el artículo que me hizo avergonzarme... "Muchos de los distintivos católicos que son criticados por nuestros hermanos Evangélicos están arraigados tomando las Escrituras." Esta declaración sacudió mis sensibilidades protestantes.»

Después de estudiar las Escrituras, Akin se convenció de convertirse a la fe católica y pronto entró en la Iglesia Católica. Fue recibido en la Iglesia Católica en la habitación del hospital donde estaba ingresada su mujer, Renee, que murió de cáncer a principios de los años 1990, cuando ambos tenían alrededor de 20 años. 

«Renee me dio el regalo del catolicismo. porque como resultado de mi matrimonio con ella, estudié teología católica de forma más firme que de otra manera no hubiera hecho. Incluso, aunque estuve estudiándola, podía intentar retirarla de la iglesia, fue ese estudio intenso el que me condujo a reconocer que la fe Católica era la fe de la Biblia.»

## Catholic Answers
Jimmy es Director de Apologética y Evangelización de Catholic Answers. Ha escrito cientos de artículos, diferentes publicaciones para la organización y otras similares, como Ignatius Press. Es un invitado semanal en el programa nacional de radio Catholic Answers Live.

## Publicaciones
- The Salvation Controversy (Catholic Answers, 2001)
- Mass Confusion: The Do's and Don'ts of Catholic Worship (Catholic Answers, 1999)
- Mass Appeal: The ABCs of Worship (Catholic Answers, 2003)
- Cracking the Da Vinci Code folleto, 2004

## Jimmy Akin.Org
Además de su trabajo en Catholic Answers, Akin mantiene un blog . En su blog, Akin responde a preguntas que versan sobre apologética (defensa de la fe), teología, leyes canónicas, teología moral, liturgia y estudios sobre las Escrituras católicas. También trata muchos otros temas que le interesan, como la ciencia, el humor, la ciencia ficción y cuestiones de actualidad.